# 瓦伦蒂诺公园
瓦伦蒂诺公园（Parco del Valentino）是意大利都灵的一个公园，位于波河西岸。其面积500,000m²，为都灵的第二大公园。

## 历史
瓦伦蒂诺公园于1856年开放，是意大利最早的公园。

## 赛道
在1935年至1954年期间，几条现在已经停用的柏油街道赛道在公园内举行赛车比赛。其中一些著名的比赛如下：
| 比赛名称             | 比赛胜者          | 赛道长度 | 注释                   |
| -------------------- | ----------------- | -------- | ---------------------- |
| 1935年瓦伦蒂诺大奖赛 | 塔齐奥·努沃拉里   | 4.09 km  | 主直道实际上在公园外部 |
| 1937年瓦伦蒂诺大奖赛 | 安东尼奥·布里维奥 | 2.92 km  |                        |
| 1946年瓦伦蒂诺大奖赛 | 皮耶罗·杜西奥     | 4.8 km   |                        |
| 1948年意大利大奖赛   | 让-皮埃尔·维米耶  | 4.8 km   |                        |
| 1952年瓦伦蒂诺大奖赛 | 路易吉·维洛雷西   | 4.2 km   |                        |
| 1955年瓦伦蒂诺大奖赛 | 阿尔贝托·阿斯卡里 | 4.4 km   |                        |

除1948年意大利大奖赛之外，这些比赛的官方名称是瓦伦蒂诺大奖赛。  

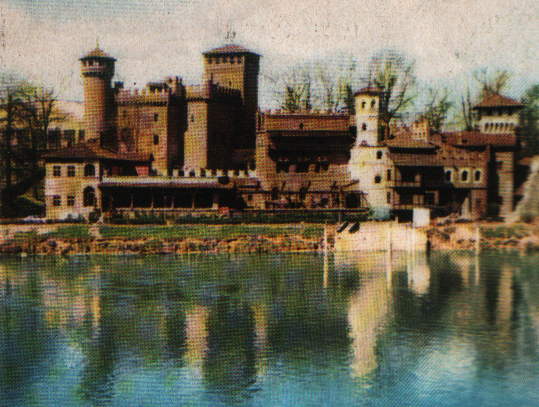
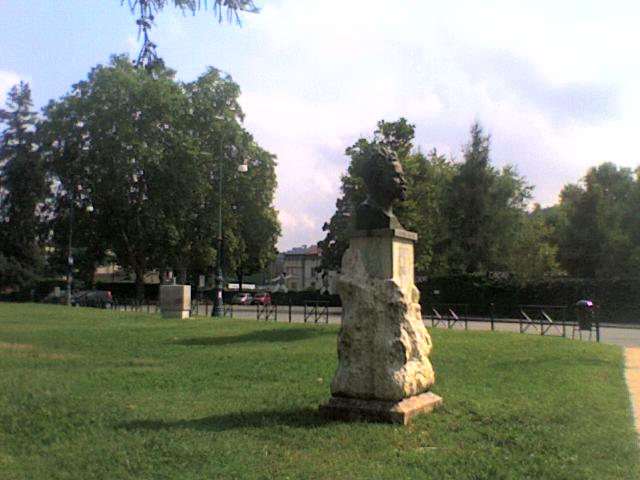